# Apeadero Km 160
Apeadero km 160 es una estación de ferrocarril ubicada en la colonia rural Sir Leonard del Departamento La Paz en la Provincia de Entre Ríos, Argentina. 

## Servicios
Se encuentra precedida por la Estación Alcaraz y le sigue la Estación Bovril.